# Zach Railey
Zach Railey, né le 9 mai 1984 à St. Petersburg, est un skipper américain.

## Carrière
Zach Railey participe aux Jeux olympiques d'été de 2008 à Pékin et remporte la médaille d'argent dans la catégorie du Finn.